# Canti di Milosao
A Canti di Milosao, albánul Këngët e Milosaos (magyarul ’Milosao énekei’) Jeronim de Rada (1814–1903) első ízben 1836-ban megjelent epikus költeménye, balladafolyama. A mű olasz címe ellenére albán nyelven – a szerző calabriai arberes dialektusában – íródott, csupán összekötő, magyarázó szövegei olasz nyelvűek. A mű de Rada munkásságának egyik legmaradandóbb darabja, amelynek megjelenése egyúttal az albán nemzeti mozgalom, a Rilindja és a romantikus albán irodalom nyitányát is jelentette. Magyar nyelven nem jelent meg.

## Keletkezése
De Rada két éve volt a Nápolyi II. Frigyes Egyetem jogi karának hallgatója, amikor 1836-ban olasz címmel – Poesie albanesi del secolo XV: Canti di Milosao, figlio del despota di Scutari (’Albán versek a 15. századból: Milosao, a szkutari despota fiának énekei’) –, de albán nyelven publikálta első nagyobb lélegzetű költői munkáját, lírai betétekkel tagolt balladafüzérjét. De Rada az első, 1836-os kiadást követően még többször átdolgozta művét, nem csak nyelvezetét csiszolta, de bővítette is a történetet; előbb 1847-ben, majd 1873-ban adta ki a Milosao énekeinek javított változatait. Ennek eredményeként az először húsz énekből álló mű terjedelme 1847-ben már harminchét, 1873-ban pedig harminckilenc énekre rúgott. E korai műve bizonyult szépírói munkássága legmaradandóbb darabjának.

## Tartalma
De Rada a balladafolyamban egy 15. századi ifjú, a Szkutari városát irányító főnemesi család sarja, Milosao szerelmének történetét énekelte meg. Az ifjú Szalonikiből tér haza, majd a város kútjánál találkozik és szerelembe esik egy Kollogre nevű pásztor gyönyörű leányával, Rinával. A kettejük között tátongó társadalmi szakadék azonban áthatolhatatlannak tűnik. Egy nap azonban Szkutari városát irtózatos földrengés pusztítja el, a város polgárainak minden vagyona odavész, a társadalmi különbségek elenyésznek. Maga Milosao is elszegényedik, így végre összeházasodhat Rinával, és hamarosan fiuk is születik. A családi boldogság azonban nem tart soká, fiúgyermekük meghal, és Milosao felesége is utána megy bánatában. Ekkor azonban az anyaföldet veszély fenyegeti, az ellenség hatalmas serege közeledik Szkutari felé. Bár Milosaót a személyes tragédia szinte lebénítja, a nemzetet fenyegető veszély láttán megrázza magát és a fegyveres ellenállás élére áll, majd a Szkutari határában zajló csatában ő is elesik.

## Értékelése
Több forrás – Naum Veqilharxhi ugyancsak 1836-ban megjelent politikai röpirata mellett – a Milosao énekeit tartja a Rilindja, a nemzeti romantikus irodalom nyitányának. A mű szakított a korábban döntően egyházi és vallási jellegű költészettel, és világi történetet világi formában adott elő. Emellett a lírai nyelvezet és a témaválasztás személyessége szintén ismeretlen volt addig az albán irodalomban, nem beszélve a negyedik énekben megjelenő – diszkrét utalások formájában ábrázolt – erotikus jelenetről. A művön érezhető George Byron lírájának ihlető ereje, és maga a Milosao énekei is nagy hatást gyakorolt a kortárs lírikusokra és a következő nemzedékek költőire, különösen az arberes Francesco Santori, Gabriele Dara, Giuseppe Schirò és Vorea Ujko egyes munkáira. A provanszál költő, Frédéric Mistral csodálta a Milosao énekeit.
Modernizált albán nyelven 1954-ben Dhimitër Shuteriqi adta ki a Nëntori (’November’) folyóirat decemberi számában, két évvel később, 1956-ban pedig Jup Kastrati szerkesztésében kritikai kiadása is megjelent.

## Megjelenései
- Poesie albanesi del secolo XV.: Canti di Milosao, figlio del despota di Scutari (’Albán költészet a 15. századból: Milosao, a szkutari despota fiának énekei’). Napoli: Tipografia Guttenberg. 1836.   XII, 96 o.
- Canti di Milosao, figlio del despota di Scutari (’Milosao, a szkutari despota fiának énekei’). Napoli: (kiadó nélkül). 1847.   136 o.